# 分贝网
分贝网是曾经存在的一家以音乐为主营内容的网站。
分贝网原名“163888.net”，成立于2003年6月18日，是中国大陆最早从事网络音乐的娱乐网站之一。2007年网站改版并购买域名fenbei.com。
网站一度捧红了网络歌手香香和《老鼠爱大米》、《香水有毒》等歌曲。2006年，网站与天娱传媒合作，成为超级女声原创音乐征集活动平台。
2009年12月，分贝网CEO郑立涉嫌组织视频淫秽表演被公诉。自2010年1月8日起，分贝网主页无法访问。但截至目前已经可以访问。